# Dumont (Minnesota)
Pour les articles homonymes, voir Dumont.
Dumont est une ville américaine située dans le Comté de Traverse, dans le Minnesota. Selon le recensement de 2020, sa population est de 75 habitants.